# Cleyera obovata
Cleyera obovata är en tvåhjärtbladig växtart som beskrevs av Ho Tseng Chang. Cleyera obovata ingår i släktet Cleyera, och familjen Pentaphylacaceae. Inga underarter finns listade i Catalogue of Life.